# Mikroregion Polabí (okres Litoměřice)
Mikroregion Polabí je zájmové sdružení v okresu Litoměřice, jeho sídlem jsou Libotenice a jeho cílem je rozvoj turistiky, společné zájmy ve sféře podnikatelské, časová koordince významných invest. akcí v zájmovém území, propagace, atd. úplné znění: Stanovy čl. 3. Sdružuje celkem 6 obcí a byl založen v roce 2001.

## Obce sdružené v mikroregionu
- Hrobce
- Libotenice
- Židovice
- Oleško
- Lidru - společnost
- Agrozet Libotenice - společnost